# Viadukt Segovia, Madrid
Viadukt Segovia se ne sme zamenjevati z mostom Segovia niti z akvaduktom Segovia. To je viadukt v soseski La Latina v Madridu, Španija. Skozi stoletja je bilo območje veliko križišče. Glavna funkcija mostu je bila, da se olajša dostop med mestom in kraljevo palačo v Madridu. Kasnejša različica je bila zgrajena leta 1934 za zamenjavo prejšnje železne konstrukcije postavljene leta 1874. Sedanji viadukt je rezultat številnih rekonstrukcij, da bi zadostil naraščajočemu povpraševanju po prometu. Premošča ulico Segovia na višini 25 metrov, po kateri je dobil svoje ime, čeprav je popularno znan kot El Viaducto. V vsej svoji zgodovini do leta 1998 je bil mesto za samomore v Madridu

## Zgodovina
Ulica Segovia leži v kotlini in je vsaj delno oblikovano po starem potoku San Pedro. V srednjem veku je bila ta grapa ena od najbolj pomembnih poti za vstop v Madrid in je povezali mesto s staro cesto proti Segovii, ki se je začela na drugi strani reke Manzanares. Most Segovia (1582-1584), ki je uspešno prečkal reko Manzanares pripisujejo arhitektu Juan de Herrera, ki nadomešča izvirnik, zgrajen v prvi polovici štirinajstega stoletja po naročilu Alfonza XI. Kastiljskega. Obdarjeno s svežo vodo, je bilo območje doline San Pedro polno sadovnjakov in se je imenovalo El Pozacho, po vodnem kolesu ali podobni hidravlični napravi, ki bi verjetno obstajala. V ilustraciji Antona van den Wyngaerdeja iz leta 1562 je jasno razvidna stopnja grape.
Ulica Bailen se je nenadno končala na robu te grape in silila pešce, da se globoko spustijo in spet dvignejo, da bi dosegli območje kraljevega Alcázarja v Madridu. Dostop do in iz ulice Segovia je postal zamotana arterija prek različnih poti, ki so prečkala pobočja.
Ob prihodu kraljevega dvora v Madrid leta 1561, je kralj Filip II. Španski začel spodbujati urbano širitev. Ta konceptualizacija je zahtevala podaljšanje ulice Bailen v nivoju in premostitev grape, tako da bi se povezalo območje Kraljeve palače z Vistillas na jug in od drugod.
Le majhen del projekta za razširitev Bailen je bilo uresničeno do Bourbonov. Nekatere hiše in ustanove so bile porušene, tudi originalna katedrale v Madridu, da bi ustvarili prostor za prehod v mesto. Ta ulica je bila imenovana Calle Real Nueva in je sčasoma postala moderna ulica Segovia. Po dveh prekinitvah je bil viadukt končno dokončan leta 1874 in kasneje doživel že dve popolni rekonstrukciji.

## Konstrukcija

### Prvi viadukt
Prvotni koncept je iz leta 1736, italijana Juan Bautista Sacchettija, enega od arhitektov, ki so delali na gradnji kraljeve palače. Projekt na koncu ni bil uresničen. Idejo o viaduktu je ponovno predlagal kraljevi arhitekt Silvestre Perez v času vladavine Jožefa Bonaparte (1808-1813). Tokrat se projekt tudi ni uresničil zaradi pomanjkanja denarja.
Čeprav urbanizacija ideje Silvestre Pereza ni bila v celoti izvedena, je cesta, ki naj bi postala Bailen doživela popolno preoblikovanje. To je pomenilo razlastitev in rušenje številnih stanovanjskih in sakralnih objektov, vključno najstarejšo cerkvijo v Madridu, Santa Maria de la Almudena leta 1868. Gradnja nove katedrale Almudena se je začela leta 1879, tokrat je poleg kraljeve palače na ulici Bailen. Rušenje se je nadaljevalo do leta 1883. 31. januarja 1872 je bil položen prvi kos železa za novi most. Most je bil zgrajen leta 1874 po projektu mestnega inženirja Eugene Barron Avignona, v okviru celotnega projekta reforme, ki je temeljila na ulici Bailen, in je vključevala ustvarjanje velike avenije, usmerjene skoraj sever-jug, ki povezuje dva spomenika, Kraljevo palačo in baziliko San Francisco el Grande. Ta poseg je zelo izboljšal neposredno soseščino, ki je bil nekoliko osamljena in se tradicionalno imenuje morería vieja, stara mavrska četrt.
Prvi železni most je v tistem času veljal za tehnološki in inženirski podvig predvsem zaradi velikega razpona. Prečkanje ulice Segovia je bilo izvedeno na višini 23 metrov, v dolžini 120 metrov in širini 13 metrov. Most je bil odprt 13. oktobra 1874.

### Drugi viadukt
Leta 1931 je slabo stanje starega viadukta zahtevalo od vlade druge republike, da izvede razpis za oblikovanje novega viadukta. Natečaj je preklical kolegij arhitektov in se ponovno sestal naslednje leto. Zmagovalni projekt so izdelali arhitekt Francisco Javier Ferrero Lluisa in gradbena inženirja Luis Aldaz Muguiro in José de Juan-Aracil y Segura. Stari leseno-železen viadukt je bil dokončno porušen leta 1932, ko se po dvajsetih letih, odkar so odkrili prve razpoke, začela velika sanacije in ojačitev. Delo je bilo končano leta 1934. Zmagovalni projekt je zaznamovala uporaba armiranega betona.
Viadukt je bil med špansko državljansko vojno močno poškodovan zaradi topniškega obleganje Madrida, zaradi svoje bližine frontne linije. Obnovljen po originalnih specifikacijah je bil ponovno odprt 28. marca 1942. Promet je postajal v petdesetih in šestdesetih letih dvajsetega stoletja vse večji. Zasnova viadukta je bila izračunana za tramvaje s trinajst tonami osne obremenitve, kar je bilo idealno v dvajsetih. V zgodnjih sedemdesetih letih je bilo povpraševanje in strukturne obremenitve veliko večje od tistih, kot so bile izračunane v dvajsetih.

### Tretji viadukt
Leta 1974, v luči rezultatov tehnične študije poslabšanja stanja, je bila predlagana obnova viadukta Mestni upravi Madrida. Istega leta je bila omejena nosilnost objekta in promet je bil popolnoma ustavljen v letu 1976. Promet po ulici Bailen je bil popolnoma prekinjena za nekaj. Po preučitvi možnosti za rušenje ali nadomestitvi z bolj modernim, je bila končna odločitev obnova in ohranitev, ki je bila izvedena med letoma 1977 in 1978. Ta rekonstrukcija ohranja obliko drugega viadukta, poveča višino za dva metra in razpon na skoraj 200 metrov, ter povečuje kapaciteto prometa.

## Opis
Viadukt Segovia je namenjen za težek dvosmerni promet vozil in ima pločnike za pešce na obeh straneh. Na najvišji točki in svtlo odprtino 25 metrov. Zgrajen je iz armiranega betona, medtem ko so temelji stebrov prekriti z granitnimi bloki. Prečkanje zagotavlja pogled na Casa de Campo, še posebej jezero.
Zaradi množičnih samomorov, ki so se dogajali vsa leta od izgradnje dalje , je mesto Madrid leta 1998 namestilo debele akrilne steklene ovire, da ljudje ne morejo skakati iz viadukta, deloma tudi zaradi nevarnosti, ki jih povzročajo, pešcem in motornemu prometu spodaj.